# 小果垂枝柏
小果垂枝柏（学名：Sabina recurva var. coxii）为柏科圆柏属下的一个变种。

## 扩展阅读
- 維基物種上的相關：小果垂枝柏